# Sako (Burkina Faso)
Pour les articles homonymes, voir Sako.
Sako est une commune située dans le département de Bomborokuy de la province de Kossi au Burkina Faso.